# Fred Schneider
Fred Schneider (* 1. července 1951 Newark, USA) je americký zpěvák. Narodil se v Newarku v New Jersey a po dokončení vysoké školy krátce pracoval jako řidič. V roce 1976 spoluzaložil skupinu The B-52's a od roku 2006 působí v projektu The Superions. V roce 1991 vydal své první sólové album nazvané Fred Schneider and the Shake Society, na kterém se podíleli například Bernie Worrell a Kate Pierson, rovněž členka skupiny The B-52's. Roku 1996 vydal druhou sólovou desku nazvanou Just Fred, jejímž producentem byl Steve Albini. Rovněž hrál v několika filmech a namluvil postavy pro animované filmy. Během své kariéry spolupracoval (často jako zpěvák) s mnoha dalšími hudebníky, mezi které patří například Joey McIntyre, Sophie Ellis-Bextor nebo skupina Foo Fighters. Je gayem.